# قائمة أنواع الرهاب

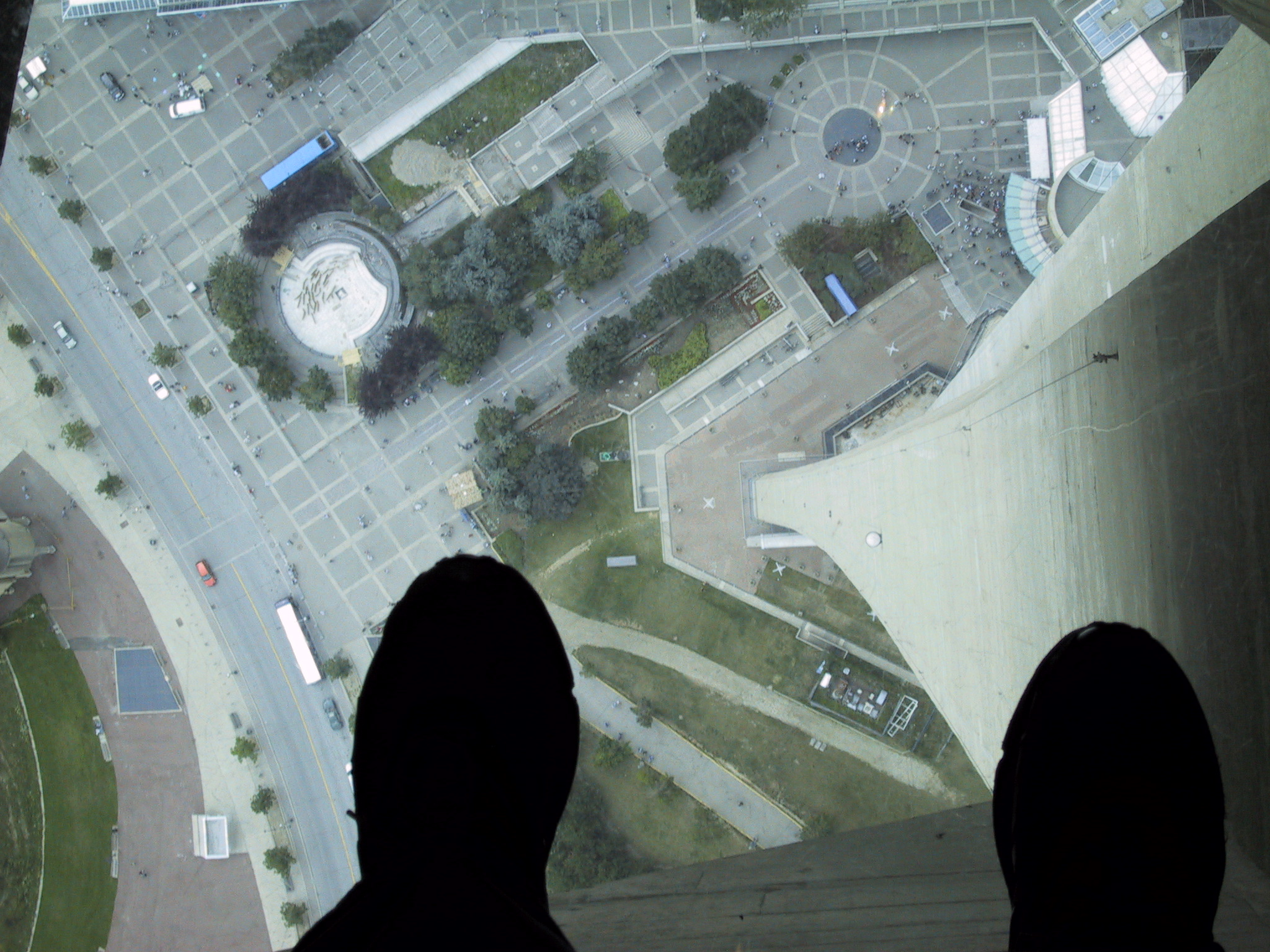
يعد رهاب المرتفعات أحد أكثر أنواع الرهاب انتشاراً

تتعدد أنواع أمراض الرهاب بحسب الحالات مثل الأماكن والارتفاعات أو الخوف من الحيوانات أو من الظواهر أو بعض الأصوات أو القطط التي لا يوجد أسباب واضحة لها 
يشير المصطلح الإنجليزي (phobia) والذي يعني رهاب عند الاستخدام التقني له في الطب النفسي لبناء الكلمات التي تصف حالة من الخوف الغير عقلاني، والغير طبيعي، والغير مبرر، والمستَّر، أو المعطل للحياة اليومية كاضطراب عقلي (على سبيل المثال رهاب الخلاء)، كما يُستخدم في الكيمياء لوصف انحرافات كيميائية (على سبيل المثال رهاب الماء)، وفي علم الأحياء لوصف الكائنات التي تكره بعض الظروف (مثل رهاب الحموضة)، وفي الطب لوصف فرط الحساسية تجاه مثيرات معينة، عادة ما تكون حسية (على سبيل المثال رهاب الضوء). في الاستخدام الشائع، فإنها تشكل أيضا الكلمات التي تصف الكراهية أو النفرة من شيء أو موضوع معين (على سبيل المثال رهاب المثلية). أما اللاحقة المضادة هي (phil) وتعني محب.
لمزيد من المعلومات عن الجانب النفسي انظر رهاب. وتشمل القوائم التالية الكلمات التي تشتمل المقطع (رهاب -phobia)، وتشمل المخاوف التي لها مسميات مميزة لها.
هناك عدد كبير من قوائم الرهاب (الفوبيا) تدور في شبكة الإنترنت، مع كلمات تُجمع من مصادر عشوائية، وغالبا ما تنسخ بعضها البعض. أيضا، هناك عدد من المواقع النفسية موجودة في الوهلة الأولى تغطي عددا كبيرا من الرهابات، ولكنها في الواقع تستخدم نص قياسي يتناسب مع أي رهاب ويُعاد استخدامه لجميع الرهابات فقط عن طريق تغيير الاسم. في بعض الأحيان يؤدي إلى نتائج غريبة، مثل اقتراحات لعلاج «رهاب البغاء». تعرف هذه الممارسة بأنها فهرسة متعسفة وتستخدم لجذب محركات البحث.

## الحالات النفسية
يفضل الأخصائيين تجنب استعمال مصطلح فوبيا فيفضلون استخدام مصطلحات أكثر وصفا كاضطراب الشخصية أو اضطراب القلق أو اضطراب الشخصية الإجتنابي.
| الرهاب             | الوصف                                                                  |
| ------------------ | ---------------------------------------------------------------------- |
| رهاب الاستحمام     | الخوف من الاستحمام، الغُسل، أو النظافة                                  |
| رهاب الضوضاء       | الخوف من الضوضاء، متفرع من رهاب الصوت                                  |
| رهاب المرتفعات     | الخوف من الارتفاعات                                                    |
| رهاب الطيران       | الخوف من الطيران الطائرات                                              |
| رهاب الخلاء        | الخوف من الأماكن المفتوحة.                                             |
| رهاب المؤنفات      | الخوف من الأشياء الحادة أو المدببة (مثل إبرة الخياطة أو السكين)        |
| رهاب القطط         | الخوف من القطط                                                         |
| رهاب الألم         | الخوف من الألم                                                         |
| رهاب الخدش         | خوف الشخص من أن يخدش.                                                  |
| رهاب الذكور        | الخوف من الذكور                                                        |
| رهاب البشر         | الخوف من الناس، أو مجموعة من الناس وهو من أشكال اضطراب القلق الاجتماعي |
| رهاب الماء         | الخوف من ماء.                                                          |
| رهاب العناكب       | الخوف من العناكب                                                       |
| رهاب الرعد والبرق  | الخوف من الرعد والبرق                                                  |
| رهاب الانفراد      | الخوف من العزلة                                                        |
| رهاب الطيران       | الخوف من تحليق                                                         |
| رهاب السقوط        | الخوف من المشي أو الوقوف منتصبا، والخوف من السقوط                      |
| رهاب الضفادع       | الخوف من الضفادع                                                       |
| رهاب جروح حقن الدم | نوع فرعي لرهاب معين في الدليل التشخيصي والإحصائي للاضطرابات النفسية    |
| رهاب الكيماويات    | الخوف من المواد الكيميائية                                             |
| رهاب الخفاشيات     | الخوف من الخفاشيات                                                     |
| رهاب الألوان       | الخوف من الألوان                                                       |
| رهاب الزمن         | الخوف من مرور الوقت                                                    |
| رهاب الطعام        | النفرة من الطعام، مرادف لفقدان الشهية العصابي                          |
| رهاب الاحتجاز      | الخوف من عدم وجود مخرج أو مهرب والبقاء محتجز                           |
| رهاب محدد          | الخوف من المقبرة                                                       |
| رهاب المهرجين      | الخوف من المهرج، ولا يقتصر الأمر علي المهرج الشرير                     |
| رهاب الغائط        | الخوف من الغائط وعملية التغوط                                          |
| رهاب الحاسوب       | الخوف من أو النفرة من الحاسوب، والنفرة من تعلم التكنولوجيا             |
| رهاب الكلاب        | الخوف من الكلاب                                                        |
| رهاب القرارات      | الخوف من اتخاذ القرارات                                                |
| رهاب الشياطين      | الخوف من الأرواح الشريرة                                               |

رهاب الاتصالات || الخوف من التحدث من الشخص على الهاتف
| قائمة أنواع مرض الرهاب – see hylophobia
- الخوف من المعالجة السنية || الخوف من طبيب الأسنان والعلمليات داخل الفم
- اضطراب التشوه الجسمي أو اضطراب التشوه الجسمي – a phobic obsession with a real or imaginary body defect
- Eurotophobia – الخوف من الأعضاء التناسلية للإناث
- Eleutherophobia – الخوف من الحرية
- الخوف من القيء – الخوف من تقيؤ
- رهاب الخلاء – الخوف من الحشود
- رهاب المراهقين – الخوف من youth; inaccurate, exaggerated and sensational characterization of young people
- الخوف من العمل، ergasiophobia – الخوف من work or functioning, or a جراحة's الخوف من operating
- رهاب الشبق – الخوف من sexual love or انتهاك جنسي
- احمرار خجل erytophobia, ereuthophobia – الخوف من اللون الأحمر، أو الخوف من احمرار خجل
- فوبيا البرودة – الخوف من البرودة أو الأشياء الباردة برد (حالة)
- رهاب الزواج – الخوف من مساكنة، زواج أو زفافs
- Gelotophobia – الخوف من أن يتم الضحك عليك
- Gephyrophobia – الخوف من الجسور
- Genophobia, coitophobia – الخوف من الجماع
- Gerascophobia – الخوف من تزايد العمر والشيخوخة
- رهاب الشيخوخة – الخوف من النمو أو الكراهية أو كبار السن
- Globophobia – الخوف من البالونات
- غلوسوفوبيا أو رهاب التكلم – الخوف من التكلم أمام مجموعة من الناس أو رهاب التحدث أمام الجمهور
- رهاب التعري – الخوف من مذهب العري
- الخوف من النساء (Gynophobia)
- بخر فموي – الخوف من بخر فموي
- رهاب اللمس – الخوف من أن يتم لمسه
- قائمة أنواع مرض الرهاب – الخوف من being سرقة بالإكراه
- رهاب المرح – الخوف من الحصول على المتعة.
- رهاب الشمس – الخوف من الشمس أو أشعة الشمس
- رهاب الدم، رهاب الدم – الخوف من دم
- رقم الوحش – الخوف من رقم الوحش
- Hoplophobia – الخوف من الأسلحة النارية
- Hylophobia, dendrophobia – الخوف من الأشجار أو الغابات أو الخشب
- الخوف من النوم، somniphobia –
- فوبيا السمك – الخوف من السمك، يشمل ذلك الخوف من أكل السمك الخوف من السمك الميت.
- Lilapsophobia – الخوف من الأعاصير أو العواصف
- Mechanophobia – الخوف من الآلات
- Melanophobia – الخوف من اللون الأسود
- رهاب النحل، apiphobia – الخوف من نحل
- Melophobia – الخوف من الموسيقى
- رهاب الانفراد – الخوف من العزلة أو الخلوة بالنفس والوحدة.
- Musophobia, murophobia, suriphobia – الخوف من الفئران أو الجرذان.
- رهاب النمل  [لغات أخرى]‏ – الخوف من النمل.
- رهاب القذارة – الخوف من الميكروبات أو التراب أو التلوث.

### N
| رهاب                    | حالة                                             |
| ----------------------- | ------------------------------------------------ |
| Necrophobia             | الخوف من الموت                                   |
| رهاب الجديد             | fear of newness, novelty, change or تقدم اجتماعي |
| Noctiphobia             | fear of the night الخوف من الظلام                |
| Nomophobia              | الخوف من أن تكون خارج الاتصال بالهاتف المحمول    |
| Nosocomephobia          | الخوف من مستشفي                                  |
| Nosophobia              | الخوف من الإصابة بمرض                            |
| رهاب الحنين ‏, ecophobia | الخوف من العودة إلى المنزل                       |
| Numerophobia            | الخوف من الارقام                                 |
| رهاب الليل              | الخوف من الضلام                                  |

### O
- رهاب المنزل – الخوف من محيط المنزل والأجهزة المنزلية[زاوية نفسية 1]
- أنواع المرض النفسي- موقع زاوية نفسية
- Oneirophobia – الخوف من الأحلام.
- Ophthalmophobia – الخوف من نظرات الناس * رهاب الروائح – الخوف من الروائح.

### P
- Panphobia –الخوف من كل شي
- الخوف من الدمى – الخوف من الدمى
- خوف من الأطفال – الخوف من الأطفال
- رهاب الأكل – الخوف من البلع
- Phallophobia – الخوف من انتصاب القضيبs
- رهاب الدواء – الخوف من دواءs
- Phasmophobia – الخوف من شبح or phantoms
- رهاب الحب – الخوف من حب
- رهاب المخاوف – الخوف من الخوف نفسه أو أن يكون لديه فوبيا
- رهاب الضوضاء – الخوف من الاصوات أو الاصوات العاليه
- Pogonophobia – الخوف من الطيور
- معارضة الإباحية – الخوف من الاباحيه
- Pupaphobia – الخوف من أراجوزs
- Pyrophobia – الخوف من نار

### R
- الخوف من الإشعاع – الخوف من اضمحلال النشاط الإشعاعي أو الأشعة السينية.

### S
- Scopophobia – خوف الشخص من أن ينظر له أحد.
- Sexophobia – الخوف من الأعضاء الجنسية أو الأفعال الجنسية.
- رهاب القطارات – الخوف من القطارات أو السكك الحديدية.
- اضطراب القلق الاجتماعي – الخوف من الأشخاص أو المواقف الاجتماعية
- رهاب المرايا – الخوف من المرايات.
- لاخطوية-لاوقوفية – الخوف من الوقوف أو المشي.

### T
- رهاب الدفن حيا، الخوف من الدفان حياً
- رهاب التكنولوجيا – الخوف من advanced تقانة (see also لاضية)
- رهاب الهاتف – fear or reluctance of making or taking مكالمة هاتفيةs
- تشوه – الخوف من disfigured people
- Tetraphobia – الخوف من العدد 4
- رهاب البحر – الخوف من البحر الخوف من أو أن تكون في المحيط
- قلق الموت – الخوف من موت
- رهاب الحر – intolerance to high temperatures
- توكوفوبيا – الخوف من الولادة أو الحمل
- Toxiphobia – الخوف من التَسمم
- Traumatophobia – a synonym for injury phobia: الخوف من having an injury
- Trichophobia – delusional الخوف من something in the roots of the hair that stops it from growing,[6] or الخوف من hair loss
- رهاب العدد 13, terdekaphobia – الخوف من العدد 13
- رهاب الحقن، belonephobia, enetophobia – الخوف من needles or حقن (طب)
- رهاب النخاريب – الخوف من holes or textures with a pattern of holes[7]

### W
- رهاب محدد – الخوف من أماكن العمل

### X
- Xanthophobia – الخوف من اللون الأصفر
- كراهية الأجانب – الخوف من الغرباء،أجنبي، or aliens
- Xylophobia, hylophobia, ylophobia – الخوف من الأشجار أو الغابات أو الخشب

### رهاب الحيوان
- Agrizoophobia – الخوف من الحيوانات البرية.
- رهاب القطط – كراهية / الخوف من القطط
- رهاب النحل – كراهية / الخوف من نحل.
- رهاب العناكب – كراهية / الخوف من العناكب والعنكبيات.
- رهاب الضفادع – كراهية / الخوف من الضفادع والبرمائيات.
- قائمة أنواع مرض الرهاب – كراهية / الخوف من خفاشيات.
- رهاب الكلاب – كراهية / الخوف من كلب.
- رهاب الحشرات – كراهية / الخوف من حشرة.
- رهاب الخيول, hippophobia – كراهية / الخوف من حصان
- رهاب الزواحف – كراهية / الخوف من زواحف أو برمائيات
- فوبيا السمك – كراهية / الخوف من سمك
- Murophobia – كراهية / الخوف من فأر أو جرذ
- رهاب الافاعي – كراهية / الخوف من ثعبان
- قائمة أنواع مرض الرهاب – كراهية / الخوف من طائر
- رهاب الضفادع – كراهية / الخوف من ضفدع
- رهاب الدود – الخوف من دودة
- Selachophobia – الخوف من قرش (سمكة)
- فوبيا الحيوان (زوفوبيا) – الخوف من الحيوانات
- فونوفوبيا أو سونوفوبيا أو ليجيروفوبيا: رهاب الأصوات
- أبلوتوفوبيا: الخوف من الاستجمام
- أكاروفوبيا: الخوف من الهرش
- أسيروفوبيا: الخوف من المرارة
- أكلووفوبيا: الخوف من الظلام
- أكوستيك فوبيا: الخوف من الضوضاء
- أكروفوبيا: الخوف من المرتفعات
- ايروفوبيا: الخوف من الرياح والتيارات
- اليوفوبيا: الخوف من الألم
- أجورافوبيا: الخوف من الأماكن المفتوحة ويسمى رهاب الخلاء
- أغريزوفوبيا: الخوف من الحيوانات المفترسة
- ايكموفوبيا: الخوف من الإبر والأشياء المدببة
- أيلوروفوبيا: الخوف من القطط
- ترايبوفوبيا: الخوف من الثقوب (النخاريب)
- أليكتوروفوبيا: الخوف من الدجاج
- أليومفوبيا: الخوف من الثوم
- الوروكسافوبيا: الخوف من الآراء
- أماثوفوبيا: الخوف من التراب
- أمبولوفوبيا: الخوف من المشى
- أندروفوبيا: الخوف من الرجال
- أنثوفوبيا: الخوف من الزهور
- أنتلو فوبيا: الخوف من الفيضانات
- أنوتبافوبيا: الخوف من حياة العزوبة
- أبيفوبيا: الخوف من النحل
- أراكيبوتيروفوبيا: الخوف من التصاق زبدة الفول السوداني بسقف الحلق
- أراكنوفوبيا: الخوف من العناكب
- أريثموفوبيا: الخوف من الحساب والأرقام
- أسثينوفوبيا: الخوف من الإغماء
- أتاكسوفوبيا: الخوف من عدم النظام
- أثازاجورافوبيا: الخوف من النسيان أو التجاهل
- أتيكوفوبيا: الخوف من الفشل
- أوروفوبيا: الخوف من الذهب
- أوتوميزوفوبيا: الخوف من القذارة
- أفيوفوبيا: الخوف من الطيران
- باسيللوفوبيا: الخوف من الميكروبات
- باليستوفوبيا: الخوف من الصواريخ والرصاص
- بازوفوبيا: الخوف من عدم القدرة على الوقوف
- باثوفوبيا: الخوف من العمق
- بيبليوفوبيا: الخوف من الكتب
- بولشيي فوبيا: الخوف من البلشفية
- بوفونوفوبيا: الخوف من الضفادع
- كاكوفوبيا: الخوف من القبح
- كارسينوفوبيا: الخوف من السرطان
- كارنوفوبيا: الخوف من اللحم
- كاتابيدوفوبيا: الخوف من القفز
- أسترافوبيا: الخوف من الرعد
- كايتوفوبيا: الخوف من الشعر
- كيونوفوبيا: الخوف من التلج
- كوليروفوبيا: الخوف من الغضب
- كوروفوبيا: الخوف من الرقص
- كروميتوفوبيا: الخوف من النقود
- كروموفوبيا: الخوف من الألوان
- سيبوفوبيا: الخوف من الطعام
- كلوستروفوبيا: الخوف من الأماكن الضيقة
- كليماكوفوبيا: الخوف من السلالم
- كلينوفوبيا: الخوف من الذهاب للنوم
- كولروفوبيا: الخوف من البلياتشو
- سيكولوفوبيا: الخوف من الدراجات
- ديسيدوفوبيا: الخوف من اتخاذ القرارات
- ديفيكالوسيفوبيا: الخوف من المغص
- ديمينتوفوبيا: الخوف من الجنون
- ديمونوفوبيا: الخوف من الجن والشياطين
- دندروفوبيا: الخوف من الأشجار
- دنتوفوبيا: الخوف من أطباء الأسنان
- ديداسكالينوفوبيا: الخوف من المدرسة
- دينوفوبيا: الخوف من الدوار
- ديشابيلوفوبيا: الخوف من تغيير الملابس أمام أحد
- دوماتوفوبيا: الخوف من البيوت
- دورافوبيا: الخوف من فراء وجلود الحيوانات
- دروموفوبيا: الخوف من عبور الشارع
- ديسمورفوبيا: الخوف من التشوهات
- ديستيك فوبيا: الخوف من الحوادث
- ايزوبتروفوبيا: الخوف من المرايا أو رؤية النفس في المرآه
- إليكتروفوبيا: الخوف من الكهرباء
- إيميتوفوبيا: الخوف من القيء
- ايننيتوفوبيا: الخوف من الدبابيس
- اينوزيوفوبيا: الخوف من الزحام
- اينتوموفوبيا: الخوف من الحشرات
- ايبستاكسيوفوبيا: الخوف من نزيف الأنف
- ايكونيوفوبيا: الخوف من الخيول
- اريثروفوبيا: الخوف من حمرة الخجل
- ارجوفوبيا: الخوف من العمل
- فريجوفوبيا: الخوف من البرودة
- جاموفوبيا: الخوف من الزواج
- جيليوفوبيا: الخوف من الضحك
- جلوسوفوبيا: الخوف من الحديث أمام الآخرين
- هاديفوبيا: الخوف من جهنم
- هليوفوبيا: الخوف من الشمس
- هيموفوبيا: رهاب الدم الخوف من الدم
- هربتوفوبيا: الخوف من التماسيح
- هوميكلوفوبيا: الخوف من الضباب
- هيدروفوبيا: الخوف من الماء
- ياتروفوبيا: الخوف من الأطباء
- ايوفوفوبيا: الخوف من السم
- ايزولوفوبيا: الخوف من الوحدة
- كينوفوبيا: الخوف من المساحات الفاضية
- لينونوفوبيا: الخوف من الخيوط
- لوكيوفوبيا: الخوف من الولادة
- ليجوفوبيا: الخوف من الظلام
- ماجيروكوفوبيا: الخوف من الطهي
- ماستيجوفوبيا: الخوف من العقاب
- ميكانوفوبيا: الخوف من الآلات
- ميلوفوبيا: الخوف من الموسيقى
- ميتاثيزيوفوبيا: الخوف من التغيير
- ماوسوفوبيا: الخوف من الفئران
- نيكروفوبيا: الخوف من الموت
- نيوفوبيا: الخوف من أي شئ جديد
- نوكتيفوبيا: الخوف من الليل
- نوزوكومى فوبيا: الخوف من المستشفيات
- نيوميروفوبيا: الخوف من الأرقام
- أوفيديوفوبيا: الخوف من الثعابين
- بانثوفوبيا: الخوف من المرض
- بيديوفوبيا: الخوف من الدمى
- فالاكروفوبيا: الخوف من الصلع
- فارماكوفوبيا: الخوف من الأدوية
- فازموفوبيا: الخوف من الأشباح
- فيليموفوبيا: الخوف من القبلات
- فيلوفوبيا: الخوف من الوقوع في الحب
- فوبوفوبيا: الخوف من الفوبيا
- بلاسوفوبيا: الخوف من شواهد القبور
- بلوتوفوبيا: الخوف من الثراء
- بوجنوفوبيا: الخوف من اللحى
- بيروفوبيا: الخوف من النار
- ساتانو فوبيا: الخوف من الشيطان
- سيليروفوبيا: الخوف من اللصوص والمجرمين
- سايوفوبيا: الخوف من الظلال
- سوليسيفوبيا: الخوف من الديدان
- سيلينو فوبيا: الخوف من القمر
- سيتنو فوبيا: الخوف من الأماكن الضيقة
- تافيفوفوبيا: الخوف من الدفن حيا
- تستوفوبيا: الخوف من الامتحانات
- ثالاسوفوبيا: الخوف من البحر
- تريسكايديكافوبيا: الخوف من الرقم 13
- تريبانوفوبيا: الخوف من أخذ الحقن
- فيرجيينيتيفوبيا: الخوف من الاغتصاب
- ويكافوبيا: الخوف من الساحرات
- زينوفوبيا: الخوف من الغرباء
- رهاب السعادة
- زيلوفوبيا: الخوف من الغيرة
- أويكوفوبيا: رهاب الأدوات الكهربائية مثل استعمال الثلاجة أو الغسالة [8]